# Magnolia lucida
Espèce
Statut de conservation UICN

 EN B1ab(iii) : En danger
Magnolia lucida est une espèce de plantes à fleurs de la famille des Magnoliacées. C'est un arbre endémique de Chine.

## Description
C'est un arbre.

## Répartition et habitat
Cette espèce est endémique de Chine où elle est présente dans la province du Yunnan.